# Whitby—Oshawa (circonscription provinciale)
Circonscription électorale provinciale du Canada
Whitby—Oshawa est une ancienne circonscription provinciale de l'Ontario représentée à l'Assemblée législative de l'Ontario de 2007 à 2018.

## Géographie
La circonscription consistait en la banlieue est de Toronto sur le bord du lac Ontario est constituée de la ville de Whitby et de la partie nord de la ville d'Oshawa.
Les circonscriptions limitrophes étaient Durham, Oshawa et Ajax—Pickering.

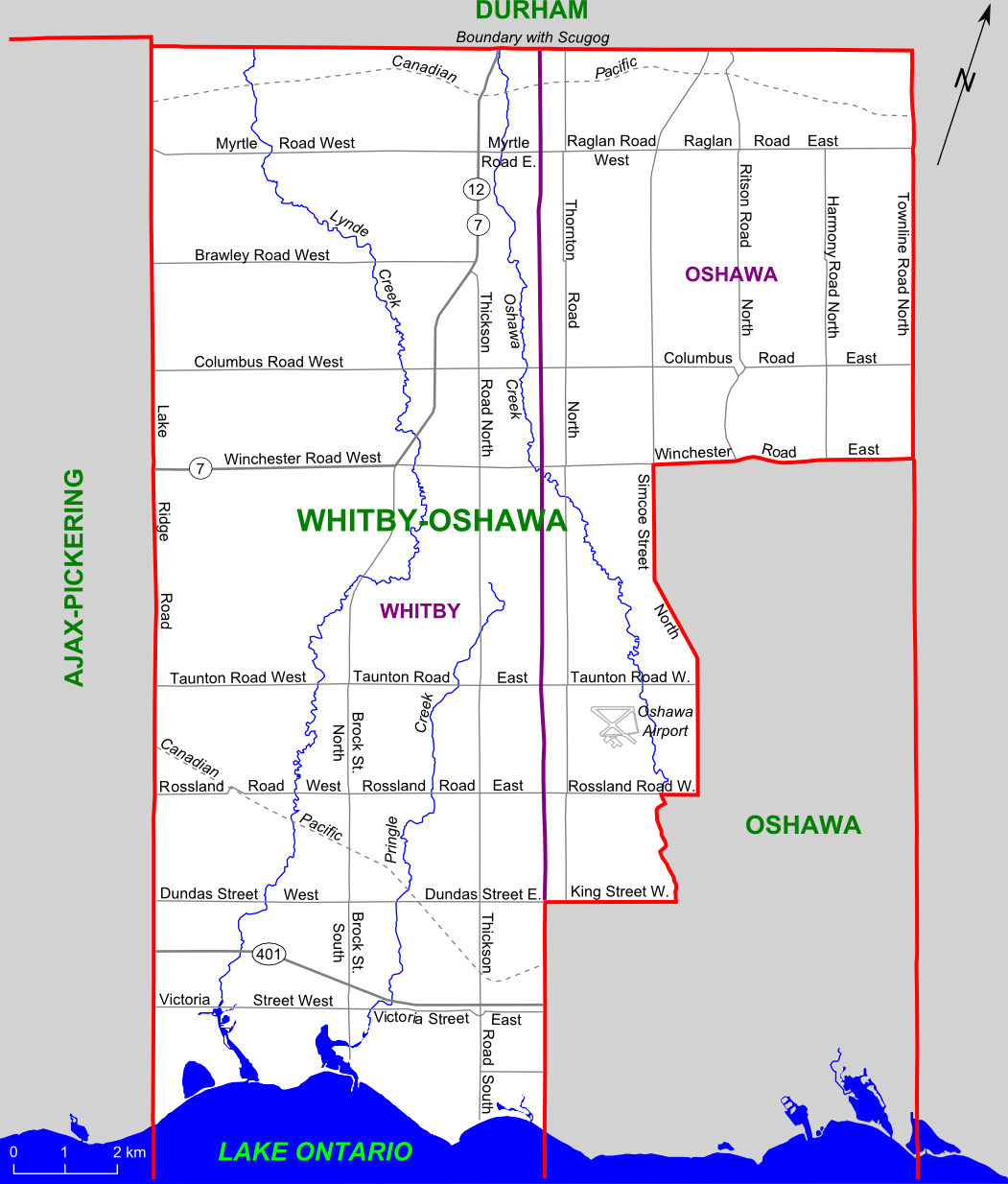
Circonscription de Whitby—Oshawa

## Historique
| Législature                                            | Années    | Député | Député                                  | Parti                                   |
| ------------------------------------------------------ | --------- | ------ | --------------------------------------- | --------------------------------------- |
| Circonscription issue de Whitby—Ajax, Oshawa et Durham |           |        |                                         |                                         |
| 39e                                                    | 2007-2011 |        | Christine Elliott                       | Progressiste-conservateur               |
| 40e                                                    | 2011-2014 |        | Christine Elliott                       | Progressiste-conservateur               |
| 41e                                                    | 2014-2015 |        | Christine Elliott                       | Progressiste-conservateur               |
| 41e                                                    | 2015-2016 |        | vacant (démission de Christine Elliott) | vacant (démission de Christine Elliott) |
| 41e                                                    | 2016-2018 |        | Lorne Coe                               | Progressiste-conservateur               |
| Circonscription dissoute parmi Whitby                  |           |        |                                         |                                         |

## Résultats électoraux
| Élection partielle du 11 février 2016 Démission de Christine Elliott |                              |                   |        |         |         |
|                                                                      | Parti                        | Candidat          | Votes  | %       | ± %     |
|                                                                      | Progressiste-conservateur    | Lorne Coe         | 17 053 | 52,92 % | + 12,27 |
|                                                                      | Libéral                      | Elizabeth Roy     | 8 865  | 27,51 % | - 3,99  |
|                                                                      | Néo-démocrate                | Niki Lundquist    | 5 172  | 16,05 % | - 6,99  |
|                                                                      | Vert                         | Stacey Leadbetter | 529    | 1,64 %  | - 2,63  |
|                                                                      | None of the Above            | Greg Vezina       | 261    | 0,81 %  | ---     |
|                                                                      | Indépendant                  | Above Znoneotfthe | 140    | 0,43 %  | ---     |
|                                                                      | Libertarien                  | Adam McEwan       | 109    | 0,34 %  | ---     |
|                                                                      | Peoples Political Party (en) | Garry Cuthbert    | 52     | 0,16 %  | ---     |
|                                                                      | Freedom                      | Douglas Thom      | 34     | 0,11 %  | - 0,40  |
|                                                                      | Pauvre (en)                  | John Turmel       | 11     | 0,03 %  | ---     |

| Élection générale ontarienne de 2014 |                           |                   |        |         |        |
|                                      | Parti                     | Candidat          | Votes  | %       | ± %    |
|                                      | Progressiste-conservateur | Christine Elliott | 24 027 | 40,65 % | - 7,52 |
|                                      | Libéral                   | Ajay Krishnan     | 18 617 | 31,50 % | - 1,90 |
|                                      | Néo-démocrate             | Ryan Kelly        | 13 621 | 23,04 % | + 7,58 |
|                                      | Vert                      | Stacey Leadbetter | 2 523  | 4,27 %  | + 2,03 |
|                                      | Freedom                   | Douglas Thom      | 322    | 0,54 %  | + 0,23 |